# Theages decoram
Theages decoram là một loài bướm đêm thuộc phân họ Arctiinae, họ Erebidae.